# Liste der indischen Botschafter in der Ukraine
Von 1962 bis März 1999 gab es einen indischen Generalkonsul in Odessa.
Am 24. August 1991 erklärte sich der ukrainische Sowjet von der Sowjetunion unabhängig, was durch die Regierung von P. V. Narasimha Rao am 26. Dezember 1991 anerkannt wurde.
Am 17. Januar 1992 nahmen die beiden Regierungen diplomatische Beziehungen auf.
Im Mai 1992 wurde die indische Botschaft in Kiew eröffnet und im Februar 1993 eröffnete die Regierung der Ukraine eine Botschaft in Neu-Delhi.
Der indische Botschafter in Kiew ist regelmäßig auch bei den Regierungen in Jerewan und Tiflis akkreditiert.

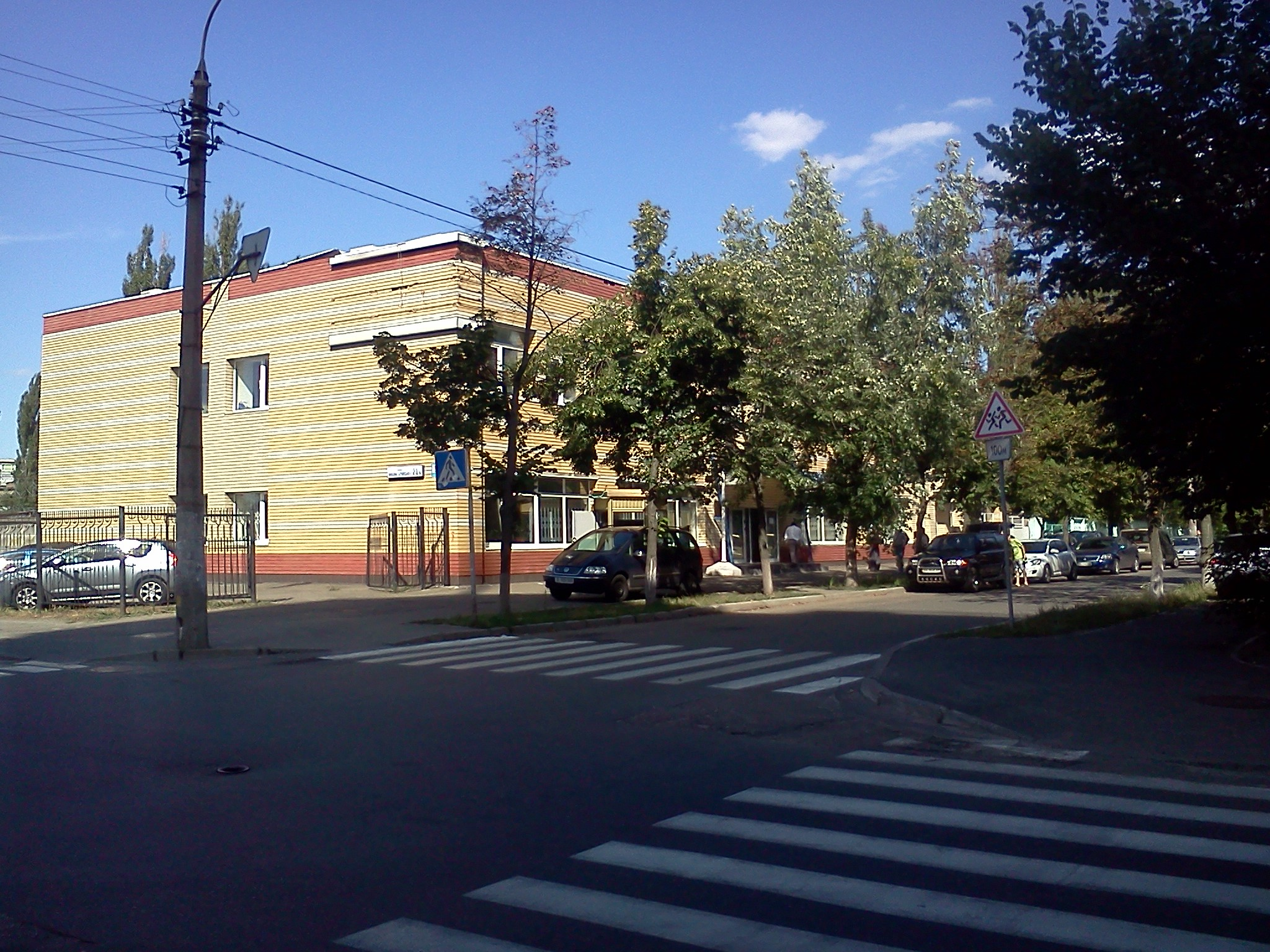
Die Botschaft befindet sich in der Wul. Maxyma Berlynskoho 20 B in Kiew.
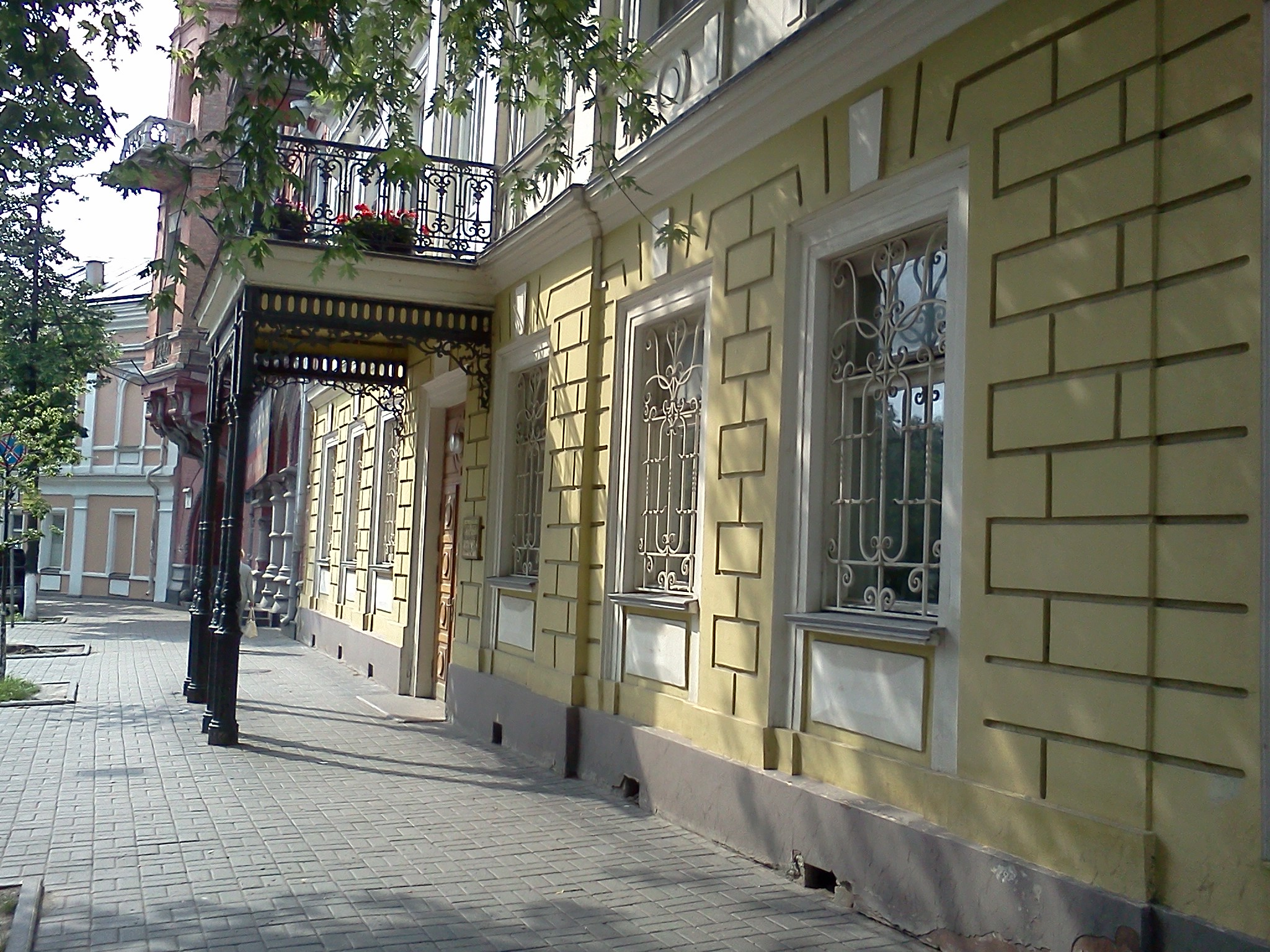
Der Botschafter residiert in der Wul. Jaroslawiw Wal.

| Ernannt / Akkreditiert | Leiter der Mission    | Bemerkungen | ernannt von          | während der Regierung von | Posten verlassen |
| ---------------------- | --------------------- | --- | -------------------- | ------------------------- | ---------------- |
| 1992                   | Sudhir Tukaram Devare | [ 1 ] | P. V. Narasimha Rao  | Leonid Krawtschuk         | 1995             |
| Feb. 1995              | Rajendra Kumar Rai    | Von November 1992 bis Februar 1995 Botschafter in Khartum, Sudan, Generalkonsul in New York. Ab 1998 Botschafter in Bangkok, Thailand | P. V. Narasimha Rao  | Leonid Kutschma           | 1997             |
| 1997                   | Vidya Bhushan Soni    | [ 3 ] | Inder Kumar Gujral   | Leonid Kutschma           | 2002             |
| 2002                   | Kipgenk Shehkholen    | [ 4 ] | Atal Bihari Vajpayee | Leonid Kutschma           | 2005             |
| 2005                   | Debabrata Saha        | [ 5 ] | Manmohan Singh       | Wiktor Juschtschenko      | 2011             |
| 2011                   | Jyotish Swarup Pande  | | Manmohan Singh       | Wiktor Janukowytsch       | 2011             |
| 2011                   | Rajiv Kumar Chander   | Rajiv K. Chander vom 30. September 2002 – 31. August 2006 Vorsitzender der South Asian Association for Regional Cooperation           | Manmohan Singh       | Wiktor Janukowytsch       |                  |
| 2015                   | Manoj Kumar Bharti    | |                      |                           | 2018             |
| 2018                   | Partha Satpathy       | |                      |                           |                  |